# ليز جاكسون
ليز جاكسون (بالإنجليزية: Liz Jackson)‏ هي صحفية ومحامية في القضاء العالي أسترالية، ولدت في 1951، وتوفيت في 27 يونيو 2018 في اليونان بسبب مرض.

## وصلات خارجية
- ليز جاكسون على موقع IMDb (الإنجليزية)